# Вьетские языки
Вьетские языки — группа в составе мон-кхмерских языков австроазиатской семьи. Распространены во Вьетнаме, Центральном Лаосе, Таиланде, Камбодже, Южном Китае и других странах. Наиболее распространённым с точки зрения количества говорящих и ареала являются вьетнамский язык и язык мыонг; остальные вьетские языки представлены небольшим числом носителей (от нескольких десятков до нескольких тысяч человек), живущих в основном в горных районах Центрального Вьетнама (провинции Куангбинь и Нгеан) и Центрального Лаоса (провинция Кхаммуан) вдоль вьетнамско-лаосской границы. Вьетские языки самые многочисленные из австроазиатских языков по количеству говорящих — всего на них говорят свыше 75 миллионов человек (2005, оценка), в том числе во Вьетнаме, по данным переписи 1999, свыше 66 миллионов человек, по оценке 2005 — 72 миллиона человек (совпадение численности говорящих на вьетских языках и на вьетнамском языке связано с тем, что практически все носители вьетских языков говорят по-вьетнамски).

## Классификация
Термин «вьетские языки» предложен в 1992 году [Hayes 1992]. Ранее все вьетские языки назывались «вьет-мыонгскими» языками, теперь же название «вьет-мыонгские» относится только к одной подгруппе внутри вьетской группы.

### Классификация по Ферлюсу (1997) и Пейросу (2004)
Классификация разработана М. Ферлюсом [Ferlus 1997]. Ниже она используется с уточнениями Ильи Пейроса [2004].
Вьетская группа языков включает следующие семь подгрупп
- вьет-мыонгская подгруппа:
  - вьетнамский язык,
  - язык мыонг (более 30 диалектов)
  - и близкий к нему язык нгуон
- подгруппа тхо — языки:
  - куой (куойтям)
  - тхо (тхомон);
- подгруппа поонг — языки:
  - поонг,
  - данлай-лиха,
  - тум;
- подгруппа тьыт (всего около 4 тысяч говорящих) — языки:
  - шать,
  - рук,
  - май,
  - саланг;
- подгруппа арем (по разным оценкам, от 20 до 40 говорящих);
- подгруппа тхавынг:
  - говоры ахеу и ахлау (тхавынг)
  - и язык со (тхавынг);
- подгруппа малиенг — языки:
  - маленг,
  - малиенг,
  - пакатан,
  - кхапхонг (кой),
  - харем.

Список языков, входящих в состав подгрупп, не является исчерпывающим.
Языки подгрупп тьыт, арем, ахеу и малиенг сохранили наибольшее количество реликтовых черт; самый архаичный из них — арем. Подгруппы тхо и поонг занимают промежуточное положение, а вьет-мыонгские языки (в особенности вьетнамский) в наименьшей степени сохранили основные характерные черты мон-кхмерской ветви.

### Классификация по Чемберлену (2003:422) и Сидуэллу (2009:145)
Существует другая классификация, разработанная Чемберленом и Сидуэллом.
Вьетская группа языков включает следующие шесть подгрупп:
- северная подгруппа (вьет-мыонгская подгруппа):
  - вьетнамский,
  - мыонгский,
  - нгуонский;
- северо-западная подгруппа (подгруппа куой, тхо или хунг):
  - тоум,
  - лиха,
  - фонг;
- западная подгруппа (подгруппа тхавынг или ахеу):
  - ахое,
  - ахао,
  - ахлао;
- юго-восточная подгруппа (подгруппа тьыт, теут или рук-шать):
  - теут,
  - рук,
  - шать,
  - май,
  - маленг,
  - (арем ?),
  - (ката);
- юго-западная подгруппа (подгруппа маленг, пакатан или бо):
  - маленг,
  - тхемароу,
  - арао,
  - маканг,
  - маланг,
  - маленг,
  - тоэ;
- южная подгруппа (подгруппа кри):
  - кри,
  - фонг,
  - мленгброу.

### История распада
Распад вьетских языков, по данным глоттохронологии, произошёл около 3,5 тыс. лет назад. Протовьет-мыонгский язык выделился 2,5 тысячи лет назад. Этому способствовало продвижение предков носителей вьет-мыонгских языков на север и их контакты с предками тайцев, кадайских народов и китайцев, в результате чего вьет-мыонгские языки дальше отошли от других мон-кхмерских по сравнению с остальными вьетскими языками, носители которых оставались на своих исконных местах проживания в приграничных районах Центрального Вьетнама и Центрального Лаоса, где имели постоянные традиционные контакты с носителями других мон-кхмерских языков: языков кату, а также бахнарской, кхмерской (см. кхмерский язык) и монской (см. монский язык) групп мон-кхмерских языков. Вьетнамский язык отделился от языка мыонг около 2 тыс. лет назад.

## Характеристика языков
Вьетские языки — изолирующие языки. От других мон-кхмерских языков их отличают 2 тесно связанные друг с другом особенности: бо́льшая продвинутость в сторону моносиллабизации и почти полная утрата аффиксации (префиксации и инфиксации), исконно имевшейся в мон-кхмерских языках.
Наряду с моносиллабическими языками (вьетнамский, мыонг, языки подгрупп тхо и поонг) представлены языки, для которых характерно наличие двух типов слогов — сильных и слабых, или пресиллабов. Пресиллабы, обычно имеют структуру «гласный» (чаще это a-) или «согласный + гласный», (где количество инициалей крайне ограниченно — это k- p- t- c- s-); см. Слоговые языки.
Среди вьетских языков есть как тональные языки, так и регистровые. Противопоставление «напряжённая (ясная, чистая) фонация — расслабленная (придыхательная) фонация» связано с утратой противопоставления по звонкости-глухости; противопоставление «скрипучая фонация (creaky voice) — нейтральная фонация» уходит в древний период существования мон-кхмерской ветви
Вьетские языки имеют типичную для всей мон-кхмерской ветви систему инициалей и терминалей, при этом группа вьетских терминалей -p, -t, -c, -k и -m, -n, -ɲ, -ŋ типична и для всей австроазиатской семьи. В языке арем сохранились терминальные кластеры -Nʔ и -Nh (N — это -m, -n, -ɲ, -ŋ). По долготе-краткости различаются по крайней мере 2 пары гласных: a — a: и ɤ — ɤ:.
В области грамматики для вьетских языков характерен аналитизм, многофункциональное использование классификаторов, лексическое выражение значений пола и множественности для существительных, инклюзивность-эксклюзивность местоимений 1-го лица множественного числа, утрата двойственного числа местоимений, частое использование терминов родства в качестве личных местоимений.
Порядок слов в простом предложении «подлежащее + сказуемое + дополнение». Определение обычно следует за определяемым, классификаторы занимают позицию между числительным и существительным.

## История изучения
Первые сравнительно-исторические исследования вьетских языков относятся ко второй половине XIX века. Гипотеза о родстве вьетнамского языка с мон-кхмерскими была высказана ещё в середине XIX в. Впоследствии она часто отвергалась (А. Масперо, В. Шмидт, Х. Ю. Пиннов (Германия) и другие) по причине наличия во вьетнамском языке значительных пластов китайской и тайской лексики и тонов (отсутствующих во всех мон-кхмерских языках, кроме вьетских), пока французский языковед А. Одрикур не открыл (1953, 1954), что тоны могут развиться, как это произошло во вьетнамском языке. С конца 1970-х годов вьетские языки активно исследовались (М. Ферлюс, вьетнамские лингвисты Нгуен Ван Лой, Нгуен Ван Тай). Четыре из них (мыонг, поонг, арем, рук) были подробно описаны в результате работы советско-вьетнамской лингвистической экспедиции (1979, 1984, 1986), что привело к пересмотру классификации вьетских языков (Ж. Диффлот, Ферлюс, российский лингвист И. И. Пейрос), однако большая часть материалов остаётся неопубликованной и доступна только собравшим их исследователям.

## Письменность
Из вьетских языков письменность имеет только вьетнамский и мыонгский языки.